# Ismene narcissiflora
Ismene narcissiflora là một loài thực vật có hoa trong họ Amaryllidaceae. Loài này được (Jacq.) M.Roem. mô tả khoa học đầu tiên năm 1847.

## Hình ảnh

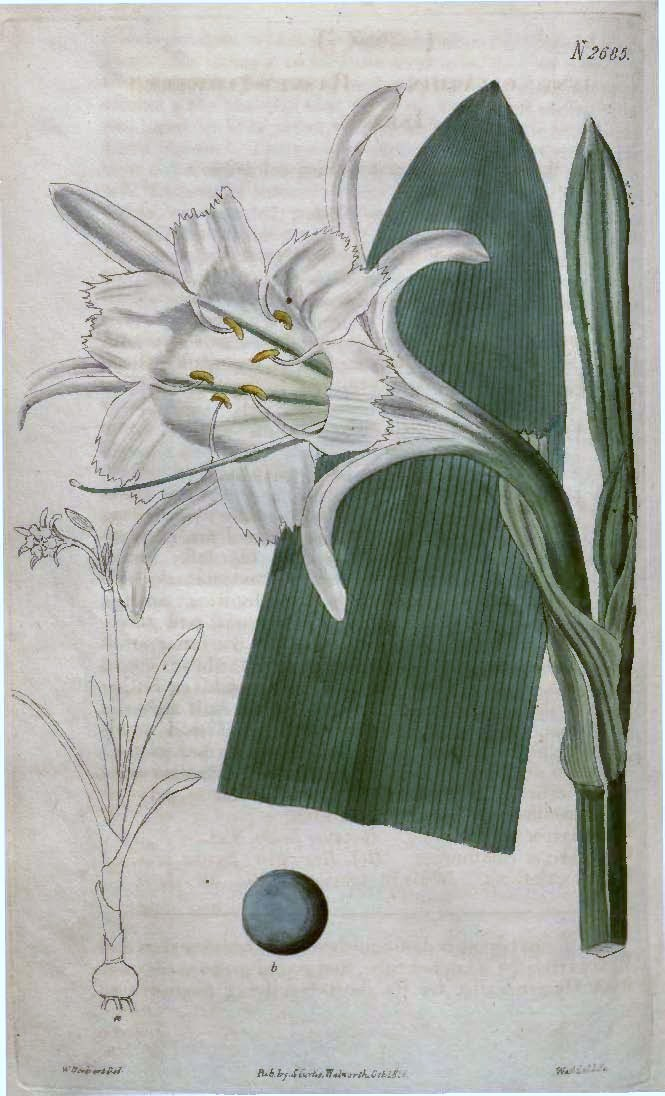
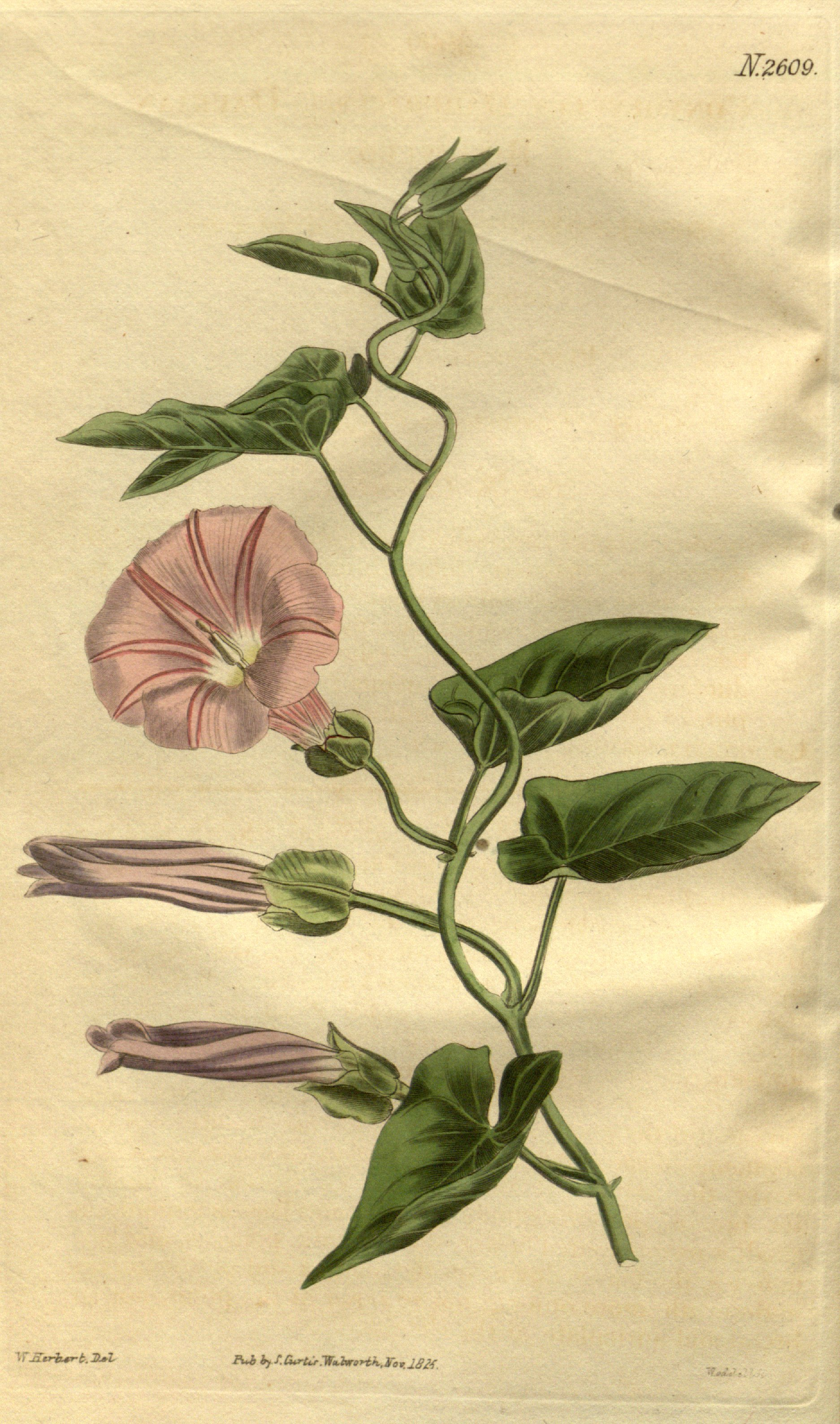
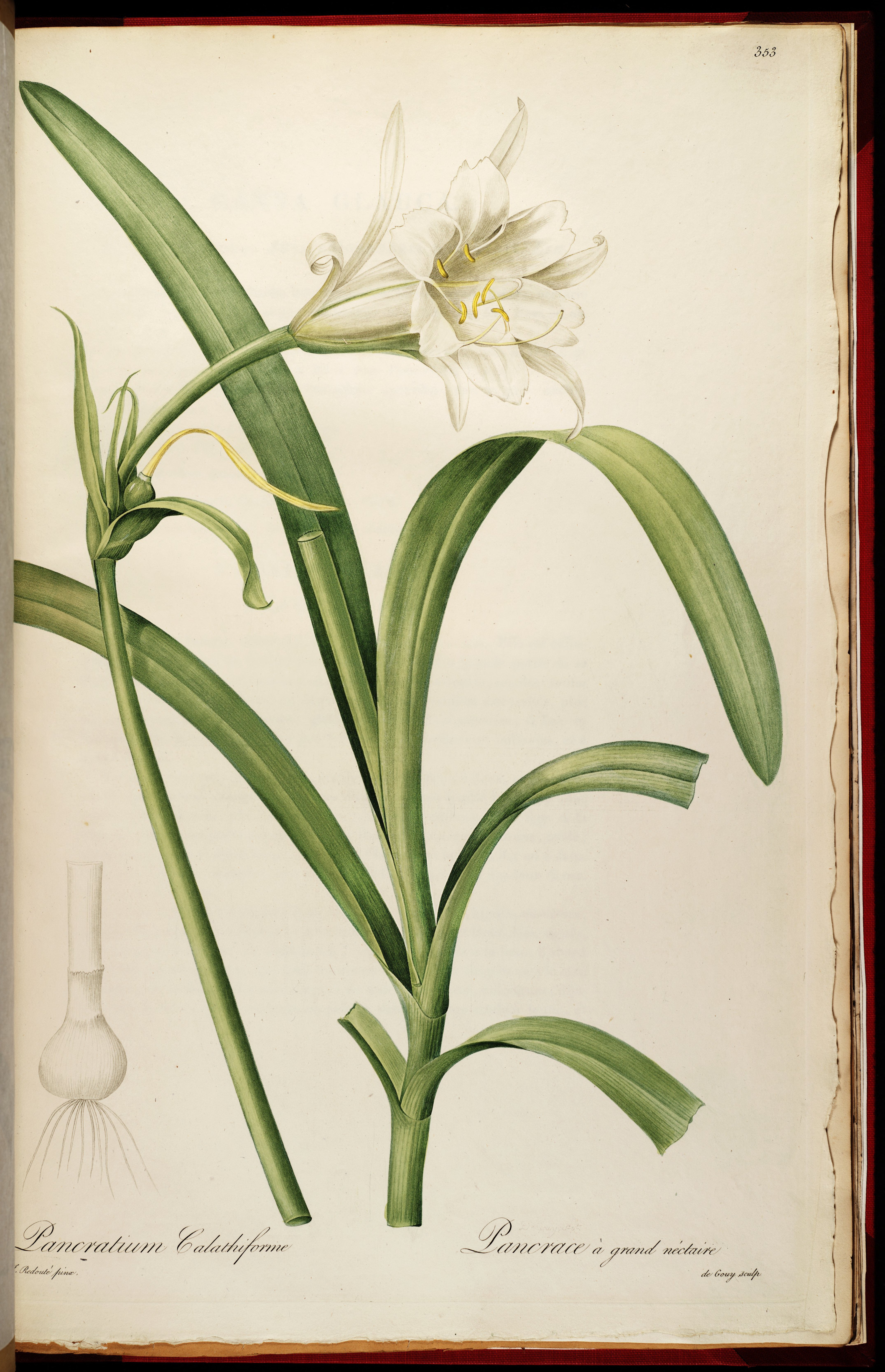
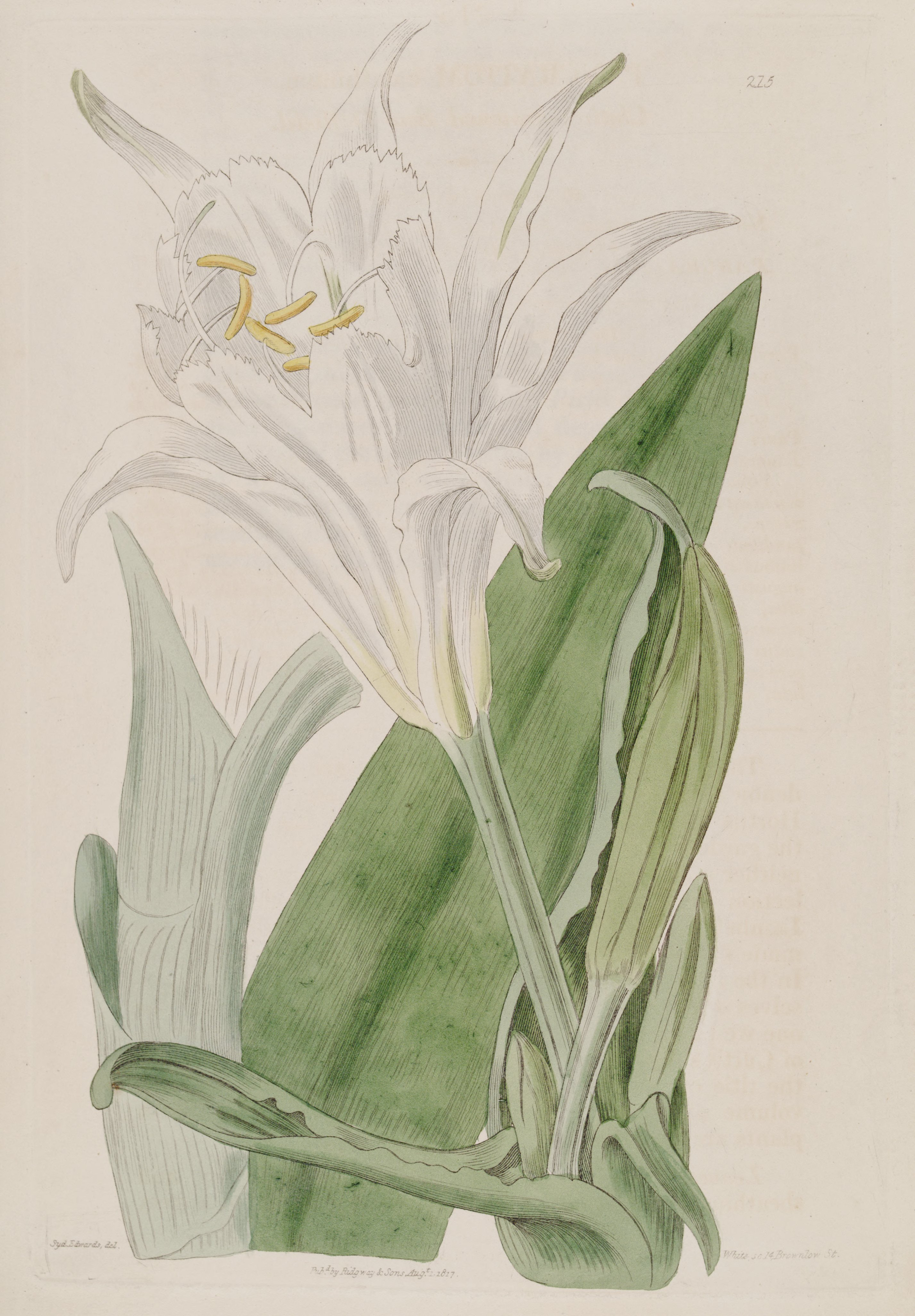